# Phymorhynchus starmeri
Phymorhynchus starmeri là một loài ốc biển, là động vật thân mềm chân bụng sống ở biển trong họ Conidae. There are approximately ten species in the chi phymorhynchus.